# Единый день голосования 20 сентября 2026 года
В единый день голосования 20 сентября 2026 года в Российской Федерации пройдут выборные кампании различного уровня, включая выборы депутатов Государственной думы, глав 10  субъектов Федерации ( 7 прямых, а также  3  через голосование в парламенте субъекта) и выборы депутатов законодательных органов государственной власти в 39  субъектах РФ.
В 2022, 2023, 2024 и 2025 годах единый день голосования проводился во второе воскресенье сентября, однако в 2026 году он назначен на третье воскресенье сентября. Это сделано из-за выборов депутатов Государственной думы. Ушедшие в отставку после 20 июня главы регионов будут избраны уже в единый день голосования 2027 года.

## Главы субъектов федерации

### Прямые выборы
| № | Субъект федерации    | Должность                       | Предыдущий глава                                   | Врио главы | Выборы                                         | Избран | Процент голосов | Явка |
| - | -------------------- | ------------------------------- | -------------------------------------------------- | ---------- | ---------------------------------------------- | ------ | --------------- | ---- |
| 1 | Белгородская область | Губернатор Белгородской области | В. В. Гладков 18 ноября 2020 — 27 сентября 2026    |            | Выборы губернатора Белгородской области (2026) |        |                 |      |
| 2 | Республика Мордовия  | Глава Республики Мордовия       | А. А. Здунов 18 ноября 2020 — 29 сентября 2026     |            | Выборы главы республики Мордовия (2026)        |        |                 |      |
| 3 | Пензенская область   | Губернатор Пензенской области   | О. В. Мельниченко 26 марта 2021 — 28 сентября 2026 |            | Выборы губернатора Пензенской области (2026)   |        |                 |      |
| 4 | Республика Тыва      | Глава Республики Тыва           | В. Т. Ховалыг 7 апреля 2021 — 28 сентября 2026     |            | Выборы главы Республики Тыва (2026)            |        |                 |      |
| 5 | Ульяновская область  | Губернатор Ульяновской области  | А. Ю. Русских 8 апреля 2021 — 4 октября 2026       |            | Выборы губернатора Ульяновской области (2026)  |        |                 |      |
| 6 | Тверская область     | Губернатор Тверской области     | И. М. Руденя 2 марта 2016 — 23 сентября 2026       |            | Выборы губернатора Тверской области (2026)     |        |                 |      |
| 7 | Чеченская Республика | Глава Чеченской Республики      | Р. А. Кадыров 15 февраля 2007 — 5 октября 2026     |            | Выборы главы Чеченской Республики (2026)       |        |                 |      |

### Голосование в парламенте
| № | Субъект федерации               | Должность                             | Предыдущий глава                                  | Врио главы | Кандидаты | Дата голосования | Результат |
| - | ------------------------------- | ------------------------------------- | ------------------------------------------------- | ---------- | --------- | ---------------- | --------- |
| 1 | Республика Дагестан             | Глава Республики Дагестан             | С. А. Меликов 5 октября 2020 — 14 октября 2026    |            |           |                  |           |
| 2 | Республика Северная Осетия      | Глава Республики Северная Осетия      | С. И. Меняйло 9 апреля 2021 — 19 сентября 2026    |            |           |                  |           |
| 3 | Карачаево-Черкесская Республика | Глава Карачаево-Черкесской Республики | Р. Б. Темрезов 26 февраля 2011 — 18 сентября 2026 |            |           |                  |           |

## Парламенты субъектов федерации
| №  | Субъект федерации          | Наименование парламента                        | Депу- татов    | Избирательная система                             | Процентный барьер (для партийного списка) | Срок полномочий | Выборы                                                                |
| -- | -------------------------- | ---------------------------------------------- | -------------- | ------------------------------------------------- | ----------------------------------------- | --------------- | --------------------------------------------------------------------- |
| 1  | Республика Адыгея          | Государственный совет-Хасэ Республики Адыгея   | 50 ▼ (было 54) | смешанная (▼25 проп. + ▼25 маж.)                  | 7 % (5 %)                                 | 5 лет           | Выборы в Государственный совет-Хасэ Республики Адыгея (2026)          |
| 2  | Республика Дагестан        | Народное собрание Республики Дагестан          | 90             | пропорциональная                                  | 7 % (5 %)                                 | 5 лет           | Выборы в Народное собрание Республики Дагестан (2026)                 |
| 3  | Республика Ингушетия       | Народное Собрание Республики Ингушетия         | 32 ▲ (было 27) | пропорциональная                                  | 5 %                                       | 5 лет           | Выборы в Народное собрание Республики Ингушетия (2026)                |
| 4  | Республика Карелия         | Законодательное собрание Республики Карелия    | 36 ▼ (было 50) | смешанная (▼18 проп. + ▼18 маж.)                  | 5 %                                       | 5 лет           | Выборы в Законодательное собрание Республики Карелия (2026)           |
| 5  | Республика Мордовия        | Государственное Собрание Республики Мордовия   | 48             | смешанная (24 проп. + 24 маж.)                    | 7 % (5 %)                                 | 5 лет           | Выборы в Государственное собрание Республики Мордовия (2026)          |
| 6  | Чеченская Республика       | Парламент Чеченской Республики                 | 41             | пропорциональная                                  | 7 % (5 %)                                 | 5 лет           | Выборы в Парламент Чеченской Республики (2026)                        |
| 7  | Чувашская Республика       | Государственный Совет Чувашской Республики     | 44             | смешанная (22 проп. + 22 маж.)                    | 5 %                                       | 5 лет           | Выборы в Государственный совет Чувашской Республики (2026)            |
| 8  | Алтайский край             | Алтайское краевое законодательное собрание     | 68             | смешанная (34 проп. + 34 маж.)                    | 5 %                                       | 5 лет           | Выборы в Алтайское краевое законодательное собрание (2026)            |
| 9  | Камчатский край            | Законодательное собрание Камчатского края      | 28             | смешанная (14 проп. + 14 маж.)                    | 5 %                                       | 5 лет           | Выборы в Законодательное собрание Камчатского края (2026)             |
| 10 | Красноярский край          | Законодательное собрание Красноярского края    | 52             | смешанная (26 проп. + 26 маж. 22х1 + 2х2 мандата) | 5 %                                       | 5 лет           | Выборы в Законодательное собрание Красноярского края (2026)           |
| 11 | Пермский край              | Законодательное Собрание Пермского края        | 60             | смешанная (30 проп. + 30 маж.)                    | 5 %                                       | 5 лет           | Выборы в Законодательное собрание Пермского края (2026)               |
| 12 | Приморский край            | Законодательное Собрание Приморского края      | 40             | смешанная (20 проп. + 20 маж.)                    | 5 %                                       | 5 лет           | Выборы в Законодательное собрание Приморского края (2026)             |
| 13 | Ставропольский край        | Дума Ставропольского края                      | 50             | смешанная (25 проп. + 25 маж.)                    | 5 %                                       | 5 лет           | Выборы в Думу Ставропольского края (2026)                             |
| 14 | Амурская область           | Законодательное собрание Амурской области      | 36             | смешанная (18 проп. + 18 маж.)                    | 5 %                                       | 5 лет           | Выборы в Законодательное собрание Амурской области (2026)             |
| 15 | Астраханская область       | Дума Астраханской области                      | 58             | смешанная (29 проп. + 29 маж.)                    | 5 %                                       | 5 лет           | Выборы в Думу Астраханской области (2026)                             |
| 16 | Вологодская область        | Законодательное собрание Вологодской области   | 34             | смешанная (17 проп. + 17 маж.)                    | 5 %                                       | 5 лет           | Выборы в Законодательное собрание Вологодской области (2026)          |
| 17 | Калининградская область    | Калининградская областная дума                 | 40             | смешанная (20 проп. + 20 маж.)                    | 5 %                                       | 5 лет           | Выборы в Калининградскую областную думу (2026)                        |
| 18 | Кировская область          | Законодательное собрание Кировской области     | 54             | смешанная (27 проп. + 27 маж.)                    | 5 %                                       | 5 лет           | Выборы в Законодательное собрание Кировской области (2026)            |
| 19 | Курская область            | Курская областная дума                         | 45             | смешанная (▼22 проп. + ▲23 маж.)                  | 5 %                                       | 5 лет           | Выборы в Курскую областную думу (2026)                                |
| 20 | Ленинградская область      | Законодательное собрание Ленинградской области | 50             | смешанная (25 проп. + 25 маж.)                    | 5 %                                       | 5 лет           | Выборы в Законодательное собрание Ленинградской области (2026)        |
| 21 | Липецкая область           | Липецкий областной совет депутатов             | 56             | смешанная (28 проп. + 28 маж.)                    | 5 %                                       | 5 лет           | Выборы в Липецкий областной совет депутатов (2026)                    |
| 22 | Московская область         | Московская областная дума                      | 50             | смешанная (25 проп. + 25 маж.)                    | 5 %                                       | 5 лет           | Выборы в Московскую областную думу (2026)                             |
| 23 | Мурманская область         | Мурманская областная дума                      | 32 ▼ (было 38) | смешанная (▼16 проп. + ▼16 маж.)                  | 5 %                                       | 5 лет           | Выборы в Мурманскую областную думу (2026)                             |
| 24 | Нижегородская область      | Законодательное собрание Нижегородской области | 50             | смешанная (25 проп. + 25 маж.)                    | 5 %                                       | 5 лет           | Выборы в Законодательное собрание Нижегородской области (2026)        |
| 25 | Новгородская область       | Новгородская областная дума                    | 32 ▲ (было 26) | смешанная (▲16 проп. + ▲16 маж.)                  | 5 %                                       | 5 лет           | Выборы в Новгородскую областную думу (2026)                           |
| 26 | Омская область             | Законодательное собрание Омской области        | 44             | смешанная (22 проп. + 22 маж.)                    | 5 %                                       | 5 лет           | Выборы в Законодательное собрание Омской области (2026)               |
| 27 | Оренбургская область       | Законодательное собрание Оренбургской области  | 47             | смешанная (24 проп. + 23 маж.)                    | 5 %                                       | 5 лет           | Выборы в Законодательное собрание Оренбургской области (2026)         |
| 28 | Орловская область          | Орловский областной Совет народных депутатов   | 50             | смешанная (25 проп. + 25 маж.)                    | 5 %                                       | 5 лет           | Выборы в Орловский областной совет народных депутатов (2026)          |
| 29 | Псковская область          | Псковское областное Собрание депутатов         | 44             | смешанная (22 проп. + 22 маж.)                    | 5 %                                       | 5 лет           | Выборы в Псковское областное собрание депутатов (2026)                |
| 30 | Самарская область          | Самарская Губернская дума                      | 50             | смешанная (25 проп. + 25 маж.)                    | 5 %                                       | 5 лет           | Выборы в Самарскую губернскую думу (2026)                             |
| 31 | Свердловская область       | Законодательное собрание Свердловской области  | 50             | смешанная (25 проп. + 25 маж.)                    | 5 %                                       | 5 лет           | Выборы в Законодательное собрание Свердловской области (2026)         |
| 32 | Тамбовская область         | Тамбовская областная дума                      | 50             | смешанная (25 проп. + 25 маж.)                    | 5 %                                       | 5 лет           | Выборы в Тамбовскую областную думу (2026)                             |
| 33 | Тверская область           | Законодательное собрание Тверской области      | 40             | смешанная (20 проп. + 20 маж.)                    | 5 %                                       | 5 лет           | Выборы в Законодательное собрание Тверской области (2026)             |
| 34 | Томская область            | Законодательная дума Томской области           | 42             | смешанная (21 проп. + 21 маж.)                    | 5 %                                       | 5 лет           | Выборы в Законодательную думу Томской области (2026)                  |
| 35 | Тюменская область          | Тюменская областная дума                       | 48             | смешанная (24 проп. + 24 маж.)                    | 5 %                                       | 5 лет           | Выборы в Тюменскую областную думу (2026)                              |
| 36 | Санкт-Петербург            | Законодательное собрание Санкт-Петербурга      | 50             | смешанная (25 проп. + 25 маж.)                    | 5 %                                       | 5 лет           | Выборы в Законодательное собрание Санкт-Петербурга (2026)             |
| 37 | Еврейская АО               | Законодательное собрание Еврейской АО          | 19             | смешанная (10 проп. + 9 маж.)                     | 5 %                                       | 5 лет           | Выборы в Законодательное собрание Еврейской автономной области (2026) |
| 38 | Ханты-Мансийский АО — Югра | Дума Ханты-Мансийского АО — Югры               | 38 ▲ (было 35) | смешанная (▲19 проп. + ▲19 маж.)                  | 5 %                                       | 5 лет           | Выборы в Думу Ханты-Мансийского автономного округа — Югры (2026)      |
| 39 | Чукотский АО               | Дума Чукотского АО                             | 15 ▲ (было 12) | смешанная (▲9 проп. + 6 маж.)                     | 5 %                                       | 5 лет           | Выборы в Думу Чукотского автономного округа (2026)                    |

## Выборы в административных центрах субъектов РФ

### Главы административных центров
| № | Субъект федерации | Админ. центр | Должность | Предыдущий глава | Врио главы | Выборы | Избран | Процент голосов | Явка |
| - | ----------------- | ------------ | --------- | ---------------- | ---------- | ------ | ------ | --------------- | ---- |

### Представительные органы административных центров
| №  | Субъект федерации                        | Админ. центр   | Наименование выборного органа                  | Депу- татов    | Избирательная система            | Срок полномочий | Выборы                                                         |
| -- | ---------------------------------------- | -------------- | ---------------------------------------------- | -------------- | -------------------------------- | --------------- | -------------------------------------------------------------- |
| 1  | Республика Башкортостан                  | Уфа            | Совет городского округа город Уфа              | 36             | смешанная (18 проп. + 18 маж.)   | 5 лет           | Выборы в Совет городского округа город Уфа (2026)              |
| 2  | Республика Карелия                       | Петрозаводск   | Петрозаводский городской совет                 | ▼ 28 (было 30) | смешанная (▼14 проп. + ▼14 маж.) | 5 лет           | Выборы в Петрозаводский городской совет (2026)                 |
| 3  | Республика Мордовия                      | Саранск        | Совет депутатов городского округа Саранск      | 28             | смешанная (14 проп. + 14 маж.)   | 5 лет           | Выборы в Совет депутатов городского округа Саранск (2026)      |
| 4  | Чеченская Республика                     | Грозный        | Совет депутатов города Грозного                | 27             | пропорциональная                 | 5 лет           | Выборы в Совет депутатов города Грозного (2026)                |
| 5  | Пермский край                            | Пермь          | Пермская городская дума                        | 36             | смешанная (14 проп. + 22 маж.)   | 5 лет           | Выборы в Пермскую городскую думу (2026)                        |
| 6  | Ставропольский край                      | Ставрополь     | Ставропольская городская дума                  | 30             | смешанная (10 проп. + 20 маж.)   | 5 лет           | Выборы в Ставропольскую городскую думу (2026)                  |
| 7  | Калининградская область                  | Калининград    | Городской Совет депутатов Калининграда         | 28             | смешанная (14 проп. + 14 маж.)   | 5 лет           | Выборы в городской Совет депутатов Калининграда (2026)         |
| 8  | Кемеровская область                      | Кемерово       | Кемеровский городской совет народных депутатов | ▲ 36 (было 35) | смешанная (18 проп. + 18 маж.)   | 5 лет           | Выборы в Кемеровский городской совет народных депутатов (2026) |
| 9  | Саратовская область                      | Саратов        | Саратовская городская дума                     | 41             | смешанная (21 проп. + 20 маж.)   | 5 лет           | Выборы в Саратовскую городскую думу (2026)                     |
| 10 | Ханты-Мансийский автономный округ — Югра | Ханты-Мансийск | Дума города Ханты-Мансийска                    | 20             | смешанная (10 проп. + 10 маж.)   | 5 лет           | Выборы в Думу города Ханты-Мансийска (2026)                    |